# Station Messac - Guipry
Station Messac - Guipry is een spoorwegstation in de Franse gemeente Guipry-Messac. Het wordt bediend door treinen van het netwerk TER Bretagne op de trajecten Rennes - Vannes en Rennes - Redon.